# Amityville: No Escape
Amityville: No Escape é um filme estadunidense de 2016, do gênero terror, dirigido por Henrique Couto, com roteiro de Ira Gansler baseado no romance The Amityville Horror, de Jay Anson.

## Enredo
Grupo de universitários vai para os bosques profundos da cidade mais assombrada da América para entender melhor o medo.

## Elenco
- Joni Durian como Sarah Benning
- Alia Gabrielle Eckhardt como Lisa Sheets
- Allison Egan como Elizabeth Wells
- Ira Gansler como Woodsman
- Julia Gomez como Lina
- Josh Miller como George Wells
- Michael William Ralston como Simon Tressler
- Duane West como Tim